# オーエンズ川
オーエンズ川（オーエンズがわ、英語: Owens River）は、アメリカ合衆国カリフォルニア州を流れる全長約295kmの川である。
シエラネヴァダ山脈の東のオーエンズヴァレーを流れ、オーエンズ湖へ注ぐ。灌漑と飲料水用の取水で干上がっていたが、現在は少量の水が流されている。

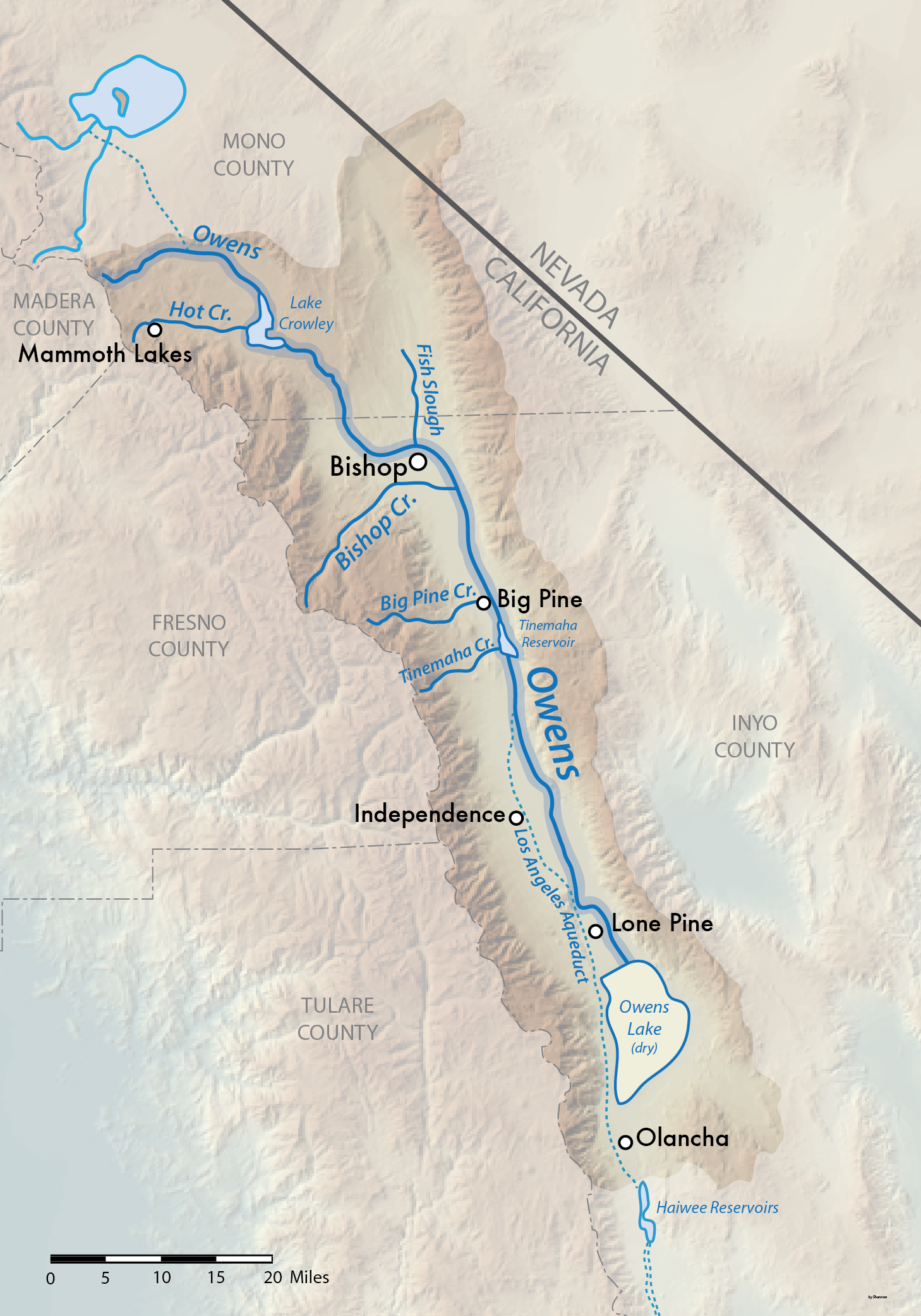
オーエンズ川流域

オーエンズ川はモノ郡南西部、モノ湖の南約24.1km、ヨセミテ渓谷の東約56.3kmのシエラネバダ山脈内に発し、ロングバレーカルデラを南西に流れ、ダム湖であるクローリー湖を通過し長さ32kmのオーエンズ川峡谷を下り、ビショップ北西でオーエンズバレーに入る。ビショップ周辺で川の水は農業に利用されている。オーエンズ川はオーエンズバレーを南、南東へと流れビッグパインを通過し、そこから約22.5km南東で川の水の大半はロサンゼルス上水路へと送られている。川はその先も南へ向かいオーエンズ湖へと至っている。

## 支流
- ホットクリーク (カリフォルニア州モノ郡)